# روبرت ويليام ويت
روبرت ويليام ويت (بالإنجليزية: Robert William Witt)‏ هو ملحن أمريكي، ولد في 4 مارس 1930، وتوفي في 18 سبتمبر 1967.

## وصلات خارجية
- روبرت ويليام ويت على موقع ميوزك برينز (الإنجليزية)